# Caverna do Tajo de las Figuras

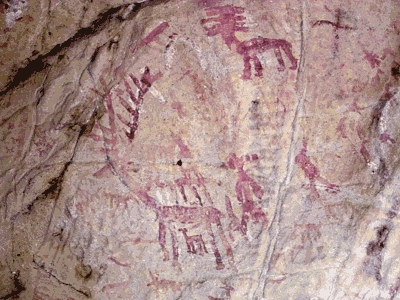
Pinturas rupestres (Tajo de las Figuras, Benalup - Casas Viejas)

A Caverna do Tajo de las Figuras (situada na povoação gaditana de Benalup-Casas Viejas) pertence ao conjunto de arte rupestre denominada arte sulista, que se encontra no sul da Andaluzia (Espanha). Em 1913, Juan Cabré e Eduardo Hernández-Pacheco começaram nesta caverna os primeiros estudos da arte rupestre da região. Este pequeno abrigo caracteriza-se pela grande quantidade de pinturas rupestres, sobretudo de representações de aves, quadrúpedes e antropomorfos. A maioria destas figuras data do Neolítico e do Calcolítico. Em 1924 a Caverna do Tajo de las Figuras foi declarada Monumento Arquitetônico Artístico.
Durante várias décadas as paredes da caverna foram molhadas com água para facilitar a visão das pinturas e ensiná-las aos turistas. Como resultado desta prática, depositou-se uma grossa camada de cal em cima das mesmas. A começos de 2005 realizaram-se trabalhos de restauração, dedicados, sobretudo, à limpeza e consolidação.